# Hygroma colli
Als Hygroma colli (Synonyme: Hygroma colli cysticum, zervikales Hygrom, jugular lymphatic obstructive sequence) wird eine sehr ausgeprägte Flüssigkeitsgeschwulst bzw. eine flüssigkeitsgefüllte Zyste im meist seitlichen Bereich des Halses (lat.: collis) eines Kindes bezeichnet.
Von der Struktur her handelt es sich um eine weiche elastische Wucherung von Lymphgefäßen, ein sogenanntes Lymphangiom. Die Größe ist individuell unterschiedlich.

## Häufigkeit
Die Inzidenz liegt bei 1:12.000 Geburten. Jungen und Mädchen sind gleich häufig betroffen.
Etwa 50–65 % liegen bei Geburt vor.

## Diagnostik
Liegt das Hygroma colli bereits pränatal vor, so kann es mittels Ultraschall erkannt werden. Es gilt dann als sonografischer Softmarker, der ein Hinweis auf eine Chromosomenbesonderheit und/oder eine organische Fehlbildung beim Kind ist. Ein Hygroma colli kann je nach Größe ein Geburtshindernis darstellen.
Das cervicale Lymphangiom wird ansonsten nach der Geburt durch eine Schwellung am Hals sichtbar.
Eine Ultraschalluntersuchung zeigt dann die flüssigkeitsgefüllten Hohlräume.
Mittels Kernspintomographie wird zur Therapieplanung das vollständige Ausmaß und die Lagebeziehung zu den Halsorganen dargestellt.

## Begleiterkrankungen
Während 25 von 100 Kindern mit einem Hygroma colli einen unauffälligen Karyotyp haben, tritt es überdurchschnittlich häufig auf bei Kindern mit:
- allgemein Erkrankungen oder Fehlbildungen im Bereich des kardiovaskulären oder lymphovaskulären Systems (z. B. Herzfehler)
- Syndrom der angeborenen zystischen Hygrome
- Turner-Syndrom (Monosomie X / hier oft eine besonders große Ausprägung / H.c. nachweisbar in ca. 50 % der Fälle)
- Pätau-Syndrom (Trisomie 13 / H.c. nachweisbar in ca. 3 % der Fälle)
- Edwards-Syndrom (Trisomie 18 / H.c. nachweisbar in ca. 15 % der Fälle)
- Down-Syndrom (Trisomie 21 / H.c. nachweisbar in ca. 7 % der Fälle)

## Komplikation
Die gefährlichste Komplikation liegt in der Obstruktion der Atemwege. Dies kann auch durch eine Einblutung bei einer Spontangeburt geschehen.

## Therapie
Die Therapie erfolgt je nach Situation operativ, mittels Laser oder durch Instillation einer Substanz (OK-432 oder Bleomycin). Eine operative Therapie kann evtl. nur unvollständig erfolgen aufgrund der Nachbarschaft zu lebenswichtigen Organen. Komplikationen wie erneutes Auftreten, Infektionen, Einblutungen, Verletzungen von Gefäßen oder Nerven sind nicht selten.